# CBS Summer Playhouse
CBS Summer Playhouse ist eine US-amerikanische Fernsehserie. In der Sendung wurden ausgewählte bei CBS zuvor nicht als Serie übernommene Pilotfolgen gezeigt. Sie startete am 12. Juni 1987 bei CBS und wurde bis zum 22. August 1989 jeweils in den Sommermonaten (Juni bis September) ausgestrahlt. Insgesamt besteht sie aus 46 Episodenfilmen, die in drei Staffeln eingeteilt sind.

## Konzept
Während der ersten Staffel wurde die Sendung von Tim und Daphne Maxwell Reid moderiert. Die beiden haben zu Anfang der Episode die jeweilige Pilotfolge vorgestellt und der Zuschauer konnte am Ende mit einer Freephone-Nummer über sie abstimmen. Die Pilotfolge, die dabei genug Stimmen erhielt, sollte doch noch als Serie weiterproduziert werden. Jedoch konnte dies keine der gezeigten Episoden erreichen.
Für die zweite und dritte Staffel wurde die Sendung überarbeitet und enthielt von da an keine Moderation und keine Abstimmung mehr.

## Inhalt
Zu den in der Sendung gezeigten Pilotfolgen zählen unter anderem The Saint in Manhattan (eine Fortsetzung von Simon Templar mit Andrew Clarke als Simon Templar) Kung Fu: The Next Generation (eine Neuverfilmung von Kung Fu mit Brandon Lee in der Hauptrolle) Puppetman (eine neue Muppet-Show von Jim Henson) sowie eine Comedy-Version von Der Prinz aus Zamunda.